# Johann Adolph von Lützow
Pour les articles homonymes, voir Lützow.
Johann Adolf baron von Lützow (né le 19 mai 1748 à Naumbourg et mort le 6 novembre 1819 à Stargard-en-Poméranie) est un général de division prussien, chevalier de l'ordre Pour le Mérite et prévôt de la cathédrale de Colberg et commandant de Berlin.

## Biographie

### Origine
Il est issu d'une très ancienne famille mecklembourgeoise von Lützow (de). Il appartient à la branche de Pritzier-Schwechow et est éduqué à Schulpforte. Son père est Marquard Georg von Lützow (mort en 1752) échanson en chef de Saxe-Weissenfels. Sa mère est Anna Dorothea von Taubenheim (de). Il est le quatrième et plus jeune fils du couple.

### Carrière militaire
En 1762, Lützow s'engage d'abord dans le 3e régiment d'infanterie (de) "Bernburg", puis dans le 25e régiment d'infanterie "von Ramin" et enfin dans le "von Möllendorf". Il est inspecteur et assistant du gouverneur pendant sept ans. Pendant la guerre de Succession de Bavière, il est major de brigade et adjudant général du général von Ramin. Dans le régiment "von Möllendorf", il est promu major le 13 juillet 1790, puis commandant d'un bataillon de grenadiers et lieutenant-colonel le 24 juillet 1798. Un an plus tard, il devient commandant du régiment et, le 7 juin 1800, colonel. Le 18 mars 1806, le roi le nomme commandant de Berlin, mais lors de la campagne de cette année-là, il dirige une brigade auprès de l'armée principale. Après la paix de Tilsit, il est l'un des plénipotentiaires chargés de l'exécution de la paix et reçoit de nombreuses missions honorables de son monarque. Le 28 novembre 1808, le baron est nommé major général. Mais il devient de plus en plus malade et est mis à la retraite en 1813. Il meurt le 6 novembre 1819 à Stargard lors d'un voyage en Poméranie. En 1806, il est déjà devenu prévôt de la cathédrale du chapitre de Colberg.

### Famille
Lützow est marié avec Frederike Wilhelmine Luise Sophie von Zastrow (née le 28 novembre 1754 et morte le 17 juillet 1815). Elle est la fille du major prussien Friedrich Wilhelm Christian von Zastrow (morte en 1758) et Christiane Auguste von Boden (morte le 17 février 1776). Deux de ses frères deviennent également généraux prussiens.
- August (né le 13 novembre 1780 et mort le 28 décembre 1826), conseiller supérieur du gouvernement prussien marié le 22 novembre 1811 avec Ernestine von Grävenitz de la branche de Frehne
- Ludwig Adolf Wilhelm (1782–1834), marié :
  - le 20 mars 1810 (divorcé en 1824) avec Elisa von Ahlefeldt (née le 17 novembre 1788 et morte le 20 mars 1855)
  - le 10 avril 1829 avec Auguste Uebel (1803–1888), veuve de son frère Wilhelm
- Loopold Heinrich Wichard (1786-1844), marié :
  - avec Berthe de La Roche (née le 5 avril 1793 et morte le 30 juin 1830), fille de Carl Georg von La Roche (de)
  - avec Therese von Richthofen (1816–1839) de la branche de Brechelshof
- Wilhelmine (née le 12 mai 1784 et morte le 10 janvier 1837) mariée le 27 août 1812 avec Heinrich zu Dohna-Wundlacken (1777–1843)
- Wilhelm (né le 10 février 1795 et mort le 15 février 1827) marié le 5 juillet 1821 avec Auguste Uebel (1803-1888), fille du conseiller Friedrich Ludwig Uebel aus Paretz